# Henri Darmon
Henri Darmon est un mathématicien canadien d'origine française connu pour ses travaux en théorie des nombres. Il s'intéresse tout particulièrement au douzième problème de Hilbert et à son lien avec la conjecture de Birch et Swinnerton-Dyer. Il est professeur de mathématiques et titulaire d'une chaire de recherche James-McGill à l'Université McGill (Montréal, Canada).

## Parcours académique
Henri Darmon est né à Paris le 22 octobre 1965. Il a fait ses études de premier cycle en mathématiques à l'Université McGill (BSc, 1987) et son doctorat à l'Université Harvard (PhD, 1991). Sa thèse, intitulée « Refined Class Number Formulas for Derivatives of L-Series », a été rédigée sous la direction de Benedict Gross. De 1991 à 1996, Darmon a été affilié à l'université de Princeton. Depuis 1994, il est professeur à l'Université McGill.
Darmon est directeur du CICMA (Centre interuniversitaire en calcul mathématique algébrique) depuis 1998 et chercheur affilié au Centre de recherches mathématiques (CRM) de Montréal depuis 1999. Il a notamment été professeur invité à l'université de Paris VI, à l'École polytechnique fédérale de Zurich, aux universités de Pavie et de Barcelone, à l'Institut coréen des études avancées et à l'université de Saga, au Japon. Il a également été chercheur en résidence pour de plus courtes périodes à l'Institut des hautes études scientifiques (IHES), à l'Institut Harish-Chandra de Allahabad, au Mathematical Sciences Research Institute (MSRI) de Berkeley et à l'Institut Henri-Poincaré de Paris.

## Honneurs et prix
Darmon a été lauréat du prix G. de B. Robinson en 1996, du prix André-Aisenstadt en 1997 et du prix Coxeter-James de la Société mathématique du Canada en 1998. De 1996 à 1998, il a également été fellow de la Fondation Alfred P. Sloan. Darmon a reçu le prix Ribenboim en 2002 et a été élu membre de la Société royale du Canada en 2003. En 2008, cette même société lui a accordé le Prix John L. Synge. En 2006, il a été conférencier invité au Congrès international des mathématiciens tenu à Madrid ; sa présentation a porté sur les points de Heegner, les points de Stark-Heegner et les valeurs spéciales des fonctions L.

## Publications marquantes
- (avec Richard Taylor et Fred Diamond) « Fermat's Last Theorem », Current Developments in Mathematics, vol. 1, 1995, p. 1-157, publié chez International Press.
- « The Shimua-Taniyama-Weil Conjecture », Russian Mathematical Surveys, vol. 50, 1995, p. 503-549.
- (avec Massimo Berolini) « P-adic L-functions and modular elliptic curves », dans Björn Engquist et Wilfried Schmid (eds.), Mathematics Unlimited, Springer, 2001.

## Autres
Henri Darmon est le fils de René Darmon, professeur affilié à l'Université Laval de Québec et professeur honoraire émérite à ESSEC.